# Stary Rembertów
Stary Rembertów – osiedle i obszar MSI w dzielnicy Rembertów w Warszawie.

## Obszar MSI
Obszar MSI Stary Rembertów stanowi północno-zachodnią część dzielnicy Rembertów.

## Osiedle
Dawniej samodzielna wieś Rembertów, w latach 1867–1930 w gminie Okuniew w powiecie warszawskim. W 1921 roku Rembertów liczył 1375 mieszkańców. 
1 kwietnia 1930 Rembertów włączono do gminy Wawer w tymże powiecie.
20 października 1933 utworzono gromadę Rembertów w granicach gminy Wawer, składającą się ze wsi Rembertów Stary.
1 kwietnia 1939 osadzie Rembertów, składającej się z gromad Rembertów Stary i Rembertów Nowy, nadano status miasta; równocześnie powiększono miasto o gromady Karolówka, Zygmuntów-Magenta, Mokry Ług, Kawęczyn i Poligon (oprócz obszaru 101 ha). 
1 kwietnia 1957 miasto Rembertów (bez obszarów leśnych), wraz ze Starym Rembertowem, włączono do Warszawy.